# Singapura nos Jogos Olímpicos de Verão de 1988
Singapura participou dos Jogos Olímpicos de Verão de 1988 em Seul, na Coreia do Sul. Foi a nona participação do país em Jogos Olímpicos de Verão.